# Comuna de Ostrów Wielkopolski
Ostrów Wielkopolski (polaco: Gmina Ostrów Wielkopolski) é uma gminy (comuna) na Polónia, na voivodia de Grande Polónia e no condado de Ostrowski.
De acordo com os censos de 2008, a comuna tem 75 000 habitantes, com uma densidade 87 hab/km².

## Área
Estende-se por uma área de 207 km².

## Subdivisões
- Będzieszyn, Biniew, Borowiec, Cegły, Chruszczyny, Czekanów, Daniszyn, Franklinów, Gorzyce Wielkie, Górzenko, Górzno, Gutów, Karski, Kołątajew, Kwiatków, Lamki, Lewkowiec, Lewków, Łąkociny, Mazury, Młynów, Nowe Kamienice, Radziwiłłów, Sadowie, Słaborowice, Smardowskie Olendry, Sobótka, Szczury, Świeligów, Topola Mała, Wtórek, Wysocko Wielkie, Zacharzew.